# Глещавська сільська рада
Глещавська́ сільська́ ра́да — адміністративно-територіальна одиниця та орган місцевого самоврядування в Теребовлянському районі Тернопільської області. Адміністративний центр — село Глещава.

## Загальні відомості
- Глещавська сільська рада утворена в 1939 році.
- Територія ради: 3,855 км²
- Населення ради: 779 осіб (станом на 2001 рік)
- Територією ради протікає річка Тарча.

## Населені пункти
Сільській раді були підпорядковані населені пункти:
- с. Глещава

## Склад ради
Рада складалася з 12 депутатів та голови.
- Голова ради: Михайлюк Богдан Степанович

### Керівний склад попередніх скликань
| Прізвище, ім'я, по батькові | Основні відомості                                                                                   | Дата обрання | Дата звільнення |
| --------------------------- | --------------------------------------------------------------------------------------------------- | ------------ | --------------- |
| Михайлюк Богдан Степанович  | Сільський голова, 1966 року народження, освіта середня спеціальна, член громадянської партії «Пора» | 26.03.2006   | 31.10.2010      |
| Михайлюк Богдан Степанович  | Сільський голова, 1966 року народження, освіта середня спеціальна, безпартійний                     | 31.10.2010   |                 |

Примітка: таблиця складена за даними сайту Верховної Ради України

### Депутати
За результатами місцевих виборів 2010 року депутатами ради стали:

#### За суб'єктами висування
| Суб'єкт висування | Кількість обраних депутатів | %   |
| ----------------- | --------------------------- | --- |
| Самовисування     | 12                          | 100 |

#### За округами
| № округу | Прізвище, ім'я, по батькові   | Дата визнання обраним | Освіта             | Партійна приналежність | Відомості про обраного депутата                             |
| -------- | ----------------------------- | --------------------- | ------------------ | ---------------------- | ----------------------------------------------------------- |
| 1        | Хомич Любов Марянівна         | 01.11.2010            | середня спеціальна | позапартійна           | Магазин № 142 с. Глещава, продавець                         |
| 2        | Смільська Леся Степанівна     | 01.11.2010            | середня спеціальна | позапартійна           | ППЗ с. Глещава, листоноша                                   |
| 3        | Леськів Ганна Степанівна      | 01.11.2010            | середня спеціальна | позапартійна           | Глещавська сільська рада, бухгалтер                         |
| 4        | Трусь Степан Васильович       | 01.11.2010            | вища               | позапартійний          | ПАП «Топільче», бухгалтер                                   |
| 5        | Абрамович Віктор Йосипович    | 01.11.2010            | вища               | позапартійний          | ЗАТ «Галнафтохім», менеджер по продажу                      |
| 6        | Шевчук Любов Петрівна         | 01.11.2010            | вища               | позапартійна           | ПАП «Топільче», ветлікар                                    |
| 7        | Галяберда Марія Михайлівна    | 01.11.2010            | вища               | позапартійна           | Глещавська сільська рада, секретар                          |
| 8        | Накураш Оксана Степанівна     | 01.11.2010            | середня спеціальна | позапартійна           | Дитячий садок с. Глещава, повар                             |
| 9        | Стечишин Степан Володимирович | 01.11.2010            | вища               | позапартійний          | Школа — сад с. Воля, директор                               |
| 10       | Леськів Ольга Іванівна        | 01.11.2010            | вища               | позапартійна           | Теребовлянська загальноосвітня школа І-ІІІ ст. № 1, вчитель |
| 11       | Бундівський Назар Богданович  | 01.11.2010            | вища               | позапартійний          | ТОВ ІКВ «Консалт», програміст                               |
| 12       | Фінковська Надія Петрівна     | 01.11.2010            | середня спеціальна | позапартійна           | фельдшерсько-акушерський пункт с. Глещава, акушер           |